# Duże Jezioro (powiat bytowski)
Duże Jezioro – przepływowe jezioro wytopiskowe w woj. pomorskim, w powiecie bytowskim, w gminie Borzytuchom, leżące na terenie Pojezierza Bytowskiego.

## Dane morfometryczne
Powierzchnia zwierciadła wody według różnych źródeł wynosi od 40,0 ha do 45,1 ha.
Zwierciadło wody położone jest na wysokości 109,0 m n.p.m. lub 109,6 m n.p.m. Średnia głębokość jeziora wynosi 1,1 m, natomiast głębokość maksymalna 1,9 m.
Nazwę Duże Jezioro wprowadzono urzędowo zarządzeniem w 1950 roku, zastępując poprzednią niemiecką nazwę Grosser See.